# Rio São Benedito
Rio São Benedito är ett vattendrag i Brasilien.   Det ligger i delstaten Pará, i den centrala delen av landet, 1 200 km nordväst om huvudstaden Brasília.
I omgivningarna runt Rio São Benedito växer i huvudsak städsegrön lövskog. Trakten runt Rio São Benedito är nära nog obefolkad, med mindre än två invånare per kvadratkilometer.